# Orbest

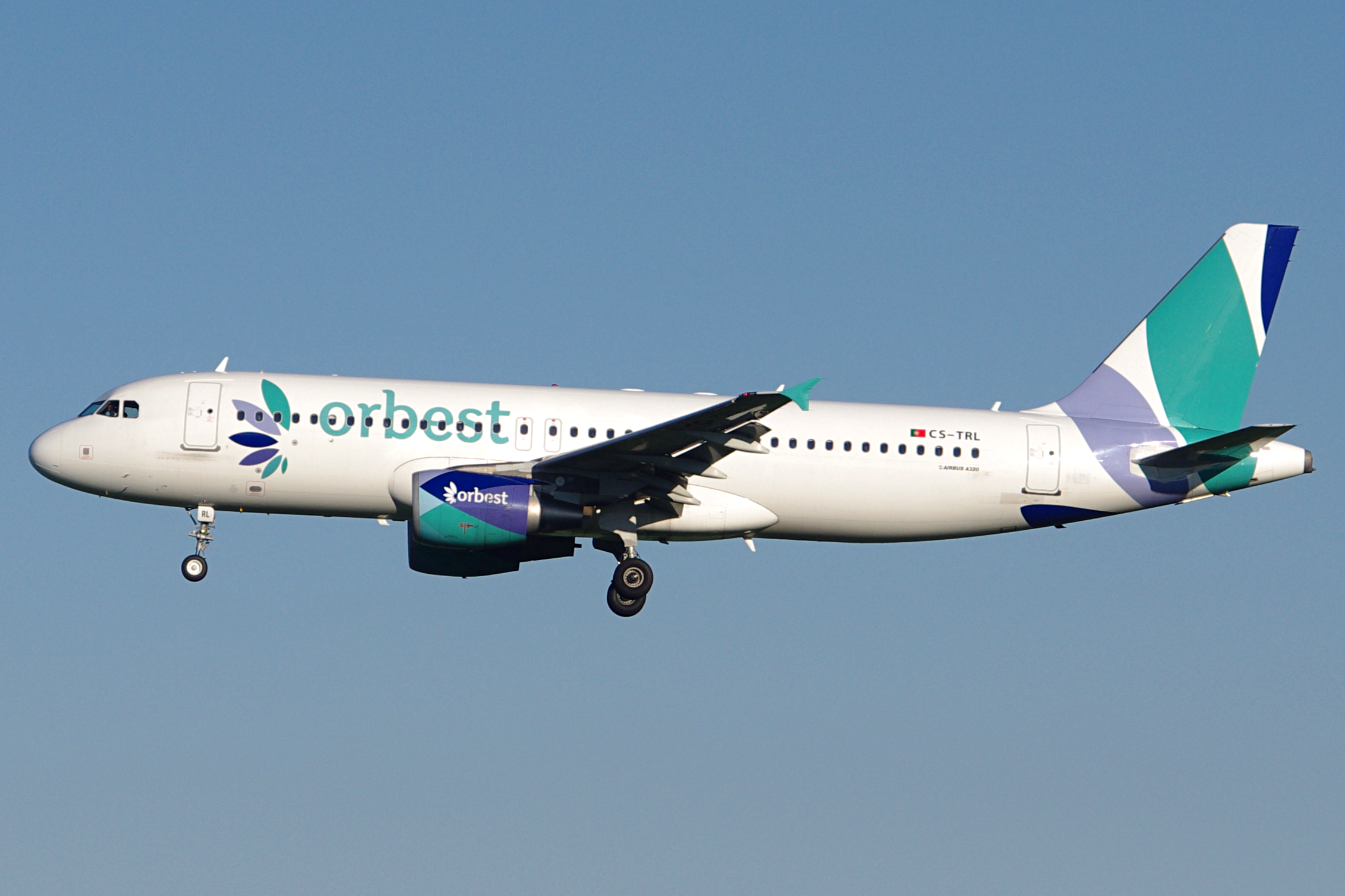
Airbus A320 de la compagnie Orbest à l'aéroport Vitoria-Gasteiz

Orbest est une compagnie portugaise, filiale de la compagnie aérienne espagnole Evelop Airlines.
Depuis juin 2007, elle commence ses vols (charter), pour de nombreux opérateurs touristiques :
- Iberojet
- Solplan
- Iberojet Transcontinental
- Iberojet Internacional
- Turavia
- Vivatours
- Viamed
- Iberski
- Balnearios
- Eurojet
- Condor Vacaciones

Ses vols au départ de l'aéroport de Lisbonne, Portela, pour des destinations régulières (2) et charter sur le continent américain, dont : 
- Punta Cana,  République dominicaine- Vols Réguliers
- Cancún,  Mexique- Vols Réguliers
- Montego Bay,  Jamaïque- Vols Charter

En novembre 2017, Orbest dispose d'un Airbus A330-300. Elle a également commandé des Airbus A330-900neo